# Draaibrug ('s-Hertogenbosch)
De Draaibrug of Havenbrug is een draaibrug over de Dommel in 's-Hertogenbosch. De brug verbindt de binnenstad met Het Zand.
De brug is ongeveer tegelijkertijd met de Wilhelminabrug en de Willemsbrug aangelegd. Als enige van deze drie bruggen is deze brug beweegbaar gemaakt. Het was de bedoeling dat de Dommel tussen de Draaibrug en de Wilhelminabrug gebruikt zou worden als haven. De brug heeft een draaipijler in het midden.
De bouw van de brug begon in 1901 toen de wijk Het Zand werd gebouwd. In eerste instantie werd de brug aangelegd ten behoeve van de trams, om de Tram uit Veghel en Oss aan te laten sluiten op het reeds bestaande spoorwegennet. De brug werd dan ook aangelegd in opdracht van de Tramwegmaatschappij Sint-Oedenrode - 's-Hertogenbosch. Hij werd vervaardigd door het Helmondse bedrijf Begemann, naar een ontwerp van P.H.A. Wamel, die bij Rijkswaterstaat werkte.
De brug werd in 1944 ernstig beschadigd bij de bevrijding van 's-Hertogenbosch. Daarna is de brug provisorisch hersteld, maar zijn er tegelijkertijd ook elementen verwijderd. Verwijderde elementen zijn onder andere de gietijzeren en hardstenen balustrade, gietijzeren lantarenpalen en het remwerk. Het brugdek is na 1944 vernieuwd. In 1994 is de brug gerestaureerd, met herstel van de landhoofden, het bewegingsmechanisme, het remwerk, het draaipunt en de liggers. Het brugdek werd vernieuwd, evenals de staalconstructies.
De brug zelf bestaat uit twee gemetselde landhoofden en een draaipijler. De bovenbouw steunt op een stalen spil die in de pijler staat. Loopwielen zorgen ervoor, dat tijdens het draaien de brug niet gaat wankelen. Het tramspoor op deze brug werd in het midden van het wegdek aangebracht. De belastingverdeling op de brug was dan op zijn gunstigst en de aansluiting op de beide landhoofden werd hierdoor vergemakkelijkt.
De brug is een rijksmonument.